# Cerro Pelado
Cerro Pelado é uma localidade uruguaia do departamento de Rivera, na zona centro-sul do departamento, ao norte do Arroyo Vargas. Está situada a 74 km da cidade de Rivera, capital do departamento.

## População
Segundo o censo de 2011 a localidade contava com uma população de 128 habitantes.
| Variação demográfica do município entre 1996 e 2011 |
|                                                     |

## Geografia
Cerro Pelado se situa próxima das seguintes localidades: ao norte, Lapuente, a oeste, Cerros de la Calera, a sudoeste Minas de Corrales e a leste, Amarillo.

## Autoridades
A localidade é subordinada diretamente ao departamento de Rivera, não sendo parte de nenhum município riverense.

## Transporte
A localidade possui o seguinte acesso:
- Ruta 27, que liga o município de Vichadero até a cidade de Rivera [6][7][8]